# Minnesota River
Der Minnesota River ist ein 534 km langer Fluss im Norden der Vereinigten Staaten und verläuft vollständig innerhalb des Bundesstaates Minnesota.
Er ist ein Nebenfluss des Mississippi Rivers. Er entwässert ein Gebiet von fast 44.000 km²; davon liegen 38.205 km² in Minnesota und etwa 5180 Mkm² in South Dakota und Iowa.
Der Ursprung des Flusses ist der in West-Minnesota gelegene See Big Stone Lake. Der See liegt auf der Grenze zwischen Minnesota und dem Bundesstaat South Dakota. Von dort fließt der Minnesota südöstlich. Bei Mankato wechselt er seine Richtung zu Nordost. Er mündet südlich von Saint Paul und Minneapolis beim historischen Fort Snelling in den Mississippi River. Das Flusstal bildet eine der unterschiedlich geprägten Regionen in Minnesota.
Der Name des Flusses ist aus der Dakota-Sprache abgeleitet, „mini“ bedeutet „Wasser“ und „sota“ wird entweder als „rauchweiß“ oder „wie der wolkige Himmel“ übersetzt. Das Minnesota-Territorium und der spätere Bundesstaat wurden nach dem Fluss benannt.
Das den Fluss umgebende Tal ist bis zu 8 km breit und an manchen Stellen 80 m tief in die Umgebung eingeschnitten. Der Fluss Minnesota bildete sich bei der letzten Eiszeit in Nordamerika. Das Tal entstand am Ende der letzten Eiszeit in Nordamerika durch den gewaltigen glazialen River Warren vor zwischen 11.700 und 9400 Jahren.

## Wirtschaftliche Bedeutung
Der Ursprung der Konservenindustrie liegt im Tal des Flusses. 1903 mitbegründete der Unternehmer Carson Nesbit Cosgrove (1852–1936) in Le Sueur die Minnesota Valley Canning Company, die später in Green Giant umbenannt wurde. Bis zum 1930 hatte das Flusstal den Rang eines der großen Erzeugergebiete von Zuckermais erlangt. Green Giant hatte damals noch fünf weitere Konservenfabriken in Minnesota. Das Unternehmen wurde dann von Cosgroves Sohn und Enkel geleitet, bis es Jahrzehnte später durch General Mills geschluckt wurde.

## Wichtigste Zuflüsse zum Minnesota River
| - Blue Earth River - Chippewa River - Cottonwood River - Credit River - Lac qui Parle River - Little Cottonwood River - Little Minnesota River | - Pomme de Terre River - Redwood River - Rush River - Whetstone River - Yellow Bank River - Yellow Medicine River |

## Städte entlang des Minnesota Rivers
| - Belle Plaine - Bloomington - Burnsville - Carver - Chanhassen - Chaska - Courtland - Eagan | - Eden Prairie - Granite Falls - Henderson - Kasota - Le Sueur - Mankato - Mendota - Montevideo | - Morton - New Ulm - North Mankato - Odessa - Ortonville - St. Peter - Savage - Shakopee |